# Coloncito
Coloncito est une ville de l'État de Táchira au Venezuela, capitale de la paroisse civile de Panamericano et chef-lieu de la municipalité de Panamericano.